# Conoidea
Conoidea zijn een superfamilie binnen de Gastropoda en valt daarbinnen weer onder de clades Caenogastropoda, Hypsogastropoda en Neogastropoda. De huidige indeling is gebaseerd op die van Bouchet & Rocroi uit 2005 en eventuele wijzigingen daarop.

## Kenmerken
Alle groepen in deze superfamilie bezitten een radula met mesvormige tanden, die met een gifklier in verbinding staan.

## Taxonomie
De volgende families zijn bij de superfamilie ingedeeld:
- Borsoniidae Bellardi, 1875
  - = Pseudotominae Bellardi, 1875
  - = Zemaciinae Sysoev, 2003
- Bouchetispiridae Kantor, Strong & Puillandre, 2012
- Clathurellidae H. Adams & A. Adams, 1858
- Clavatulidae Gray, 1853
  - = Clionellidae Stimpson, 1865
  - = Melatomidae Gill, 1871
  - = Pusionellinae Gray, 1853
  - = Turriculinae Powell, 1942
- Cochlespiridae Powell, 1942
- Conidae Fleming, 1822 - Kegelslakken
  - = Conilithidae Tucker & Tenorio, 2009
  - = Taranteconidae Tucker & Tenorio, 2009
- Conorbidae de Gregorio, 1880
- † Cryptoconidae Cossmann, 1896
- Drilliidae Olsson, 1964
  - = Clavidae Casey, 1904
- Horaiclavidae Bouchet, Kantor, Sysoev & Puillandre, 2011
- Mangeliidae P. Fischer, 1883
  - = Cytharinae Thiele, 1929
  - = Oenopotinae Bogdanov, 1987
- Mitromorphidae Casey, 1904
  - = Diptychomitrinae L. Bellardi, 1888
  - = Mitrolumnidae Sacco, 1904
- Pseudomelatomidae Morrison, 1966
  - = Crassispirinae McLean, 1971
  - = Zonulispirinae McLean, 1971
- Raphitomidae Bellardi, 1875
  - = Daphnellinae Casey, 1904
  - = Pleurotomellinae F. Nordsieck, 1968
  - = Taraninae Casey, 1904
  - = Thatcheriidae Powell, 1942
- Terebridae Mörch, 1852 - Schroefhorens
  - = Acusidae Gray, 1853
  - = Pervicaciidae Rudman, 1969
- Turridae H. Adams & A. Adams, 1853 (1838) - Trapgevels
  - = Pleurotomidae

### Geslachten
De volgende geslachten zijn niet bij een familie ingedeeld:
- † Austroclavus Powell, 1942
- Austrotoma Finlay, 1924
- Bathyferula Stahlschmidt, Lamy & Fraussen, 2012
- † Campylacrum Finlay & Marwick, 1937
- † Clinuropsis Vincent, 1913
- † Cosmasyrinx Marwick, 1931
- Cryptomella Finlay, 1924
- † Echinoturris Powell, 1942
- † Eoscobinella Powell, 1942
- † Eothesbia Finlay & Marwick, 1937
- † Eoturris Finlay & Marwick, 1937
- Hemipleurotoma Cossmann, 1889
- † Insolentia Finlay, 1926
- † Mangaoparia Vella, 1954
- † Maoricrassus Vella, 1954
- † Marshallaria Finlay & Marwick, 1937
- † Moniliopsis Cossmann, 1918
- † Notogenota Powell, 1942
- † Orthosurcula Casey, 1904
  - = Fusosurcula Is. Taki, 1951
- Parasyngenochilus Long, 1981
- † Parasyrinx Finlay, 1924
- Pleurotomoides Bronn, 1831
  - = Defrancia Millet, 1826
- † Pseudoinquisitor Powell, 1942
- † Pseudotoma Bellardi, 1875
- † Rugobela Finlay, 1924
- Sinistrella Meyer, 1887
- † Tahudrillia Powell, 1942
- † Tahuia Maxwell, 1992
- † Zeatoma Maxwell, 1992